# Danemark aux Jeux olympiques d'été de 1936
Le Danemark participe aux Jeux olympiques d'été de 1936, à Berlin, pour la neuvième fois de son histoire olympique. Il est représenté par 121 athlètes dont 16 femmes. Les Danois glanent, à l’occasion de ces jeux, 5 médailles (3 en bronze et 2 en argent). Le pays se classe 23 e au rang des nations. 

## Tous les médaillés danois
| Médaille | Discipline | Épreuve                            | Athlète                            |
| -------- | ---------- | ---------------------------------- | ---------------------------------- |
| Argent   | Aviron     | Deux en pointe sans barreur hommes | Harry Julius Larsen Richardt Olsen |
| Argent   | Natation   | 400 m nage libre femmes            | Ragnhild Hveger                    |
| Argent   | Natation   | 200 m brasse femmes                | Inge Sørensen                      |
| bronze   | Boxe       | Poids welters (-66,7 kg)           | Gerhard Pedersen                   |
| bronze   | Équitation | Concours complet individuel        | Hans Lunding                       |

## Sources
- (en) Danemark aux Jeux olympiques d'été de 1936 sur olympedia.org
- (fr) Tous les résultats du Danemark sur le site du C.I.O